# Roilly
Roilly ist eine französische Gemeinde mit 52 Einwohnern (Stand 1. Januar 2022) im Département Côte-d’Or in der Region Bourgogne-Franche-Comté. Sie gehört zum Kanton Semur-en-Auxois und zum Arrondissement Montbard.
Nachbargemeinden sind Le Val-Larrey im Norden, Brianny im Osten, Nan-sous-Thil im Süden und Précy-sous-Thil im Westen.

## Bevölkerungsentwicklung
| Jahr                       | 1962 | 1968 | 1975 | 1982 | 1990 | 1999 | 2008 | 2015 |
| -------------------------- | ---- | ---- | ---- | ---- | ---- | ---- | ---- | ---- |
| Einwohner                  | 44   | 46   | 28   | 27   | 39   | 36   | 33   | 46   |
| Quellen: Cassini und INSEE |      |      |      |      |      |      |      |      |